# 克里斯托弗·希尔 (历史学家)
约翰·爱德华·克里斯托弗·希尔（John Edward Christopher Hill  1912年2月6日—2003年2月23日）英国马克思主义历史学家、学者，主要研究17世纪英国历史，尤其是英国内战。牛津大学毕业，大不列颠共产党党员。1956年匈牙利革命后退党。